# 聖愛德華天主教小學
聖愛德華天主教小學（英語：St. Edward's Catholic Primary School）位於香港九龍觀塘區藍田慶田街8號，於1967年創立，1996年遷至現址及改為全日制。
值得一提的是，此校現址亦是全港最後一座由政府直接興建的第一代靈活式校舍，由宏宗建築承建，於1995年4月動工。

## 歷史
此校原名為聖愛德華學校，於1966年由瑪利諾外方傳教會申辦，並選擇申請觀塘藍田邨及牛頭角下邨的新建附屬式「火柴盒」小學，最終獲批前者校舍。至1967年，此校正式創立，當時為一所設上、下午校的半日制小學。創辦三年後，辦學權交還天主教香港教區，並維持至今。至1980年代，因觀塘區學童數目減少，此校取消下午校。
由於原有校舍需於1998年清拆，此校早於1993年申請同區新校舍續辦。然而，教育署於1996年2月宣佈現時校舍將用作新辦道教聯合會陳呂重德紀念學校，隨即引起師生不滿，投訴教育署在校舍分配上歧視舊有「火柴盒」小學。直至同年6月，三方達成協議，將辦學權轉讓予此校，從而得以在現址續辦及改為全日制。
按照當時的安排，地下及1-2樓課室需借予陳呂重德紀念學校兩年，直至該校補償校舍建成。因此，1996年僅有小一及小二學生使用新校舍，而小三至小五則於1997年起才遷入。

## 校政管理
歷任校監
- 葉欣榮 神父[9]（1967年-？，創校校監）
- 狄和詩 神父[10]
- 張怡卿 女士[11]
- 羅禮善 神父[12][13]（1996年-2002年）
- 蘇偉楠 神父[14]（2002年-2003年）
- 田雅超 神父[14]（2003年-2007年）
- 金利民 神父[14]（2007年-2009年）
- 李煜鴻 先生[14]（2010年-2023年）
- 包天浩 神父 （2023年-現在）

歷任校長

#### 上午校
- 楊毅廣 先生[9]（1967年-？，創校校長；兼任下午校校長）
- 徐岳寶 先生（？-1996年，末任上午校校長，後出任全日制首任校長）[10][11]

#### 下午校
- 楊毅廣 先生[9]（1967年-？，創校校長；兼任上午校校長）
- 龍裕之 先生[10]（？-約1980年代內，末任下午校校長）

#### 全日
- 徐岳寶 先生（1996年-1998年，全日制首任校長）[15]
- 葉成標 先生（1998年-2004年）[12]
- 葉韻梅 女士（2004年[16]-2014年）
- 馮立榮 先生（2014年-2020年）
- 容偉鴻 先生（2020年起，現任校長；原為同系聖華學校及青山天主教小學校長）

## 著名/傑出校友
- 葉建源：前立法會教育界議員、香港教育專業人員協會副會長[註 1]
- 劉美娟：香港女藝人[註 2]
- 黃淑蔓（2013年小六）：香港女歌手[17]
- 張松枝（1979年小六，上午校）：香港男演員[18]
- 何泳芍：香港女藝人
- 周志康：香港男藝人
- 周志文：香港男藝人